# La Rochette (Alpi dell'Alta Provenza)
La Rochette (Rocchetta in italiano, desueto) è un comune francese di 58 abitanti situato nel dipartimento delle Alpi dell'Alta Provenza nella regione della Provenza-Alpi-Costa Azzurra.

## Società

### Evoluzione demografica
Abitanti censiti